# 托馬斯萊恩 (加利福尼亞州)
托馬斯萊恩（英語：Thomas Lane）是位於美國加利福尼亞州克恩縣的一個非建制地區。該地的面積和人口皆未知。

## 地理
托馬斯萊恩的座標為35°29′15″N 119°17′05″W / 35.48750°N 119.28472°W，而該地的平均海拔高度為102米（即335英尺）。